# Diego Peralta (futbolista argentino)
Diego Peralta (Posadas, Provincia de Misiones, Argentina; 27 de septiembre de 1996) es un futbolista argentino. Juega de delantero y su equipo actual es el AC Trento de la Serie C de Italia. Peralta también posee la ciudadanía italiana.

## Estadísticas
Actualizado al último partido disputado el 11 de febrero de 2023.
| Pisa · Italia                        | 3.ª           | 2015-16       | 30  | 3  | 2  | 0 | - | - | 32  | 3  |
| Pisa · Italia                        | 2.ª           | 2016-17       | 34  | 0  | 3  | 0 | - | - | 37  | 0  |
| Pisa · Italia                        | 3.ª           | 2017-18       | 6   | 0  | 2  | 0 | - | - | 8   | 0  |
| Pisa · Italia                        | Total club    | Total club    | 70  | 3  | 7  | 0 | 0 | 0 | 77  | 3  |
| Extremadura (préstamo) · España      | 3.ª           | 2017-18       | 2   | 0  | -  | - | - | - | 2   | 0  |
| Extremadura (préstamo) · España      | Total club    | Total club    | 2   | 0  | 0  | 0 | 0 | 0 | 2   | 0  |
| Novara · Italia                      | 3.ª           | 2018-19       | 7   | 0  | 3  | 1 | - | - | 10  | 1  |
| Novara · Italia                      | 3.ª           | 2019-20       | 26  | 6  | 1  | 0 | - | - | 27  | 6  |
| Novara · Italia                      | Total club    | Total club    | 33  | 6  | 4  | 1 | 0 | 0 | 37  | 7  |
| Olbia (préstamo) · Italia            | 3.ª           | 2018-19       | 13  | 2  | 0  | 0 | - | - | 13  | 2  |
| Olbia (préstamo) · Italia            | Total club    | Total club    | 13  | 2  | 0  | 0 | 0 | 0 | 13  | 2  |
| Ternana · Italia                     | 3.ª           | 2020-21       | 30  | 6  | 0  | 0 | - | - | 30  | 6  |
| Ternana · Italia                     | 2.ª           | 2021-22       | 16  | 1  | 3  | 2 | - | - | 19  | 3  |
| Ternana · Italia                     | Total club    | Total club    | 46  | 7  | 3  | 2 | 0 | 0 | 49  | 9  |
| Foggia · Italia                      | 3.ª           | 2022-23       | 22  | 2  | 0  | 0 | - | - | 22  | 2  |
| Foggia · Italia                      | Total club    | Total club    | 22  | 2  | 0  | 0 | 0 | 0 | 22  | 2  |
| Total carrera                        | Total carrera | Total carrera | 186 | 20 | 14 | 3 | 0 | 0 | 200 | 23 |
| (1) Incluye datos de la Copa Italia. |               |               |     |    |    |   |   |   |     |    |